# Aleksandra L'vovna Sokolovskaja
Aleksandra L'vovna Sokolovskaja (in russo Александра Львовна Соколовская?; Verchn'odniprovs'k, 1872 – 29 aprile 1938) è stata una politica e rivoluzionaria russa, di origine ucraina.
Fu la prima moglie di Lev Trockij.

## Biografia
La Sokolovskaja era una rivoluzionaria marxista attiva a Nikolaev, in Ucraina, negli anni '90 del XIX secolo. Sposò Trockij nella primavera del 1900 mentre entrambi erano nel carcere di Mosca e insieme furono condannati all'esilio in Siberia quali organizzatori del gruppo illegale Unione operaia della Russia meridionale. Restò con lui fino al 1902, ed ebbe due figlie, Zinaida (1901-1933) e Nina (1902-1928). Quando Trockij progettò di fuggire dalla Siberia nell'estate del 1902, lei supportò il suo piano. Trockij incontrò Natal'ja Sedova, la sua futura seconda moglie, a Parigi nel 1902 e il matrimonio si sciolse, anche se entrambi mantennero buoni rapporti reciproci.
Non si sa molto della vita della Sokolovskaja dopo il 1902. Le sue figlie vennero cresciute da David e Anna Bronštejn, i genitori facoltosi di Trockij, nella loro proprietà di Janovka, in Ucraina. Sokolovskaja allevò sua nipote Aleksandra tra il 1932 e il 1934 dopo che alla madre di lei, Zinaida Volkova, venne permesso di lasciare il paese nel 1931 e suo padre, Sachar Moglin, fu arrestato nel 1932. Secondo la famiglia, la Sokolovskaja lavorò come educatrice e fu vicina alla vedova di Lenin, Nadežda Krupskaja, nei primi anni trenta.
Per aver continuato a corrispondere con Trockij, fu arrestata l'11 dicembre 1934 ed esiliata il 10 febbraio 1935 per cinque anni nella regione di Omsk. Il 1º luglio 1936 fu condannata a cinque anni di lavoro forzato nel campo di Kolyma, dove all'inizio del 1938 fu ancora vista in vita da Nadežda Joffe, figlia di Adol'f Joffe. Non si conosce il luogo esatto della sua morte, ed anche la data della scomparsa non è certa. Aleksandra Sokolovskaja venne riabilitata il 7 marzo 1990.